# Lorca Atlético CF
Lorca Atlético Club de Fútbol byl španělský fotbalový klub sídlící ve městě Lorca v Murcijském regionu. Klub byl založen v roce 2010 přestěhováním klubu Sangonera Atlético CF do města Lorca, zanikl v roce 2012 po nesplnění řady závazků vůči hráčům (výplaty atd.).

## Umístění v jednotlivých sezonách
Legenda: Z - zápasy, V - výhry, R - remízy, P - porážky, VG - vstřelené góly, OG - obdržené góly, +/- - rozdíl skóre, B - body, červené podbarvení - sestup, zelené podbarvení - postup, světle fialové podbarvení - přesun do jiné soutěže
| Sezóny  | Liga                        | Úroveň | Z  | V  | R  | P  | VG | OG | +/- | B  | Pozice |
| ------- | --------------------------- | ------ | -- | -- | -- | -- | -- | -- | --- | -- | ------ |
| 2010/11 | Segunda División B – sk. IV | 3      | 38 | 12 | 7  | 19 | 37 | 55 | -18 | 43 | 15.    |
| 2011/12 | Segunda División B – sk. IV | 3      | 38 | 10 | 12 | 16 | 39 | 52 | -13 | 42 | 16.    |